# Mafia III
A Mafia III akció-kalandjáték, melyet a Hangar 13 fejlesztett és a 2K Games jelentetett meg 2016. október 7-én Windows, macOS, PlayStation 4 és az Xbox One platformokra. A idősík és a helyszín ezúttal 1968, New Bordeaux (New Orleans kitalált változata).

## Háttér
Az 1968-as idővonal, ahol a történet játszódik, szándékos választás. Ekkor az USA-ban nagy háborúellenesség volt és a faji kérdés körül is nagy volt a feszültség. A főhős pedig egy félvér katona.
Egy bemutató videóban pl egy rasszista rendőr Lincoln szeme láttára sérteget egy fekete férfit. A játékban megkapjuk a lehetőséget, hogy ne foglalkozzunk vele vagy közbeavatkozunk, de a játékmenet veszélybe kerülhet, mivel rendőrök megjelennek a környéken.
Három társat kapunk a játékban. Ezek a karakterek nem irányíthatóak, de segítségünkre lesznek: testi erő, fedezőtűz küldetések közben, rendőrök elleni segítség stb.

## Történet
A Mafia és a Mafia 2-vel ellentétben most nem egy maffia-család tagjaként kell játszanunk, hanem épp ellenkezőleg, ellenük. A történet középpontjában 
Lincoln Clay áll, aki egy többnemzetiségű fekete árva. A fiú szolgált a vietnámi háborúban a különleges erők katonájaként. Miután visszatért New Bordeaux-ba, beállt a "Hollow" nevű bandába, ahova a hadseregbe való belépése előtt is tartozott. A banda vezérének, Sammynek nagy adóssága volt az olasz maffia felé, mivel a helyi haiti banda rablásai miatt nem tudott fizetni Sal Marcanónak, a maffia fejének, de Lincoln felajánlja segítségét. A terv az, hogy csendben a saját területükön leszámolnak a haiti bandával és így lesz pénzük. Lincoln találkozik Marcanóval és ő felajánlja neki, hogy Sammy helyett legyen Lincoln a bandavezér, de ezt a fekete srác visszautasítja és csak a tartozást akarja kiegyenlíteni. Emiatt együtt dolgozik Sal fiával, Giorgival, akivel kirabolják a louisiana-i szövetségi bankot. A sikeres akció után a maffiavezér fia átveri, majd Sammyt és az egész bandát kivégzik. Lincolnt egy fejlövéssel hagyják hátra, de a helyi pap és Lincoln pár barátja megmentik őt. A fiú felépüléséig egy másik barátja, Donovan kémkedik Marcanoéknál, majd Lincoln megfogadja, bosszút áll rajtuk és átveszi a hatalmat egész New Bordeaux városa felett.
Először is elkezd szövetségeseket keresni a harchoz. Az egyikük egy szintén fekete egyén, Cassandra, a haitiak vezetője, akik szintén meg akarják dönteni Sal hatalmát. A második társ a Mafia II-ből ismert Vito, aki szintén Sal haragosa amiatt, hogy pénzileg ellehetetlenítette őt. A harmadik társunk Burke, akinek a fia is részt vett a bankrablásban és Sal őt is megölette. Így indul a bosszúhadjárat a maffiafőnök ellen...
A játékmenet során több helyet is elfoglalunk így terjeszkedve a városban.

## Gépigény
A szokásokhoz híven közzé lett téve egy minimális és egy ajánlott rendszerigény.
Minimális
- Operációs rendszer: Windows 7 (64-bit)
- CPU: Intel i5-2500K vagy AMD FX-8120
- RAM: 6 GB
- Videókártya: GeForce GTX 660 vagy Radeon HD7870 (2 GB)
- Tárhely: 50 GB

Ajánlott
- Operációs rendszer: Windows 7 (64-bit)
- CPU: Intel i7-3770 vagy AMD FX-8350
- RAM: 8 GB
- Videókártya:  GeForce GTX 780/GTX 1060 vagy Radeon R9 290X (4 GB)
- Tárhely: 50 GB

## Egyéb
A játék megjelenése után több probléma is felmerült a PC-s verzióval kapcsolatban.
- A konzolosoknak beállított 30 fps-sel futó játékot a számítógépen használók igen zavarónak találták.
- A játékban homályos kép és állandó hibákra (pl egy ember nyaktól lefelé lelóg a plafonról) is negatívan reagáltak a felhasználók.

1. Összeállítás a hibákról.

- Az eredeti játék nem indult el, vagy ha mégis, akkor csak fekete képernyőt kapott a felhasználó.
- Szoftveres problémák (VGA driver és egyéb rendszer szoftverek).
- A játék AMD-processzoros gépeken nem indult el.